# El otoño de la Edad Media
El otoño de la Edad Media, subtitulado Estudios sobre la forma de la vida y del espíritu durante los siglos XIV y XV en Francia y los Países Bajos es una obra historiográfica del historiador neerlandés Johan Huizinga, publicada en 1919. Este libro es considerado una de las obras pioneras en el campo de la llamada Historia de las mentalidades.
El libro se tradujo por primera vez al español en 1930, en la editorial de la Revista de Occidente.
Esta obra, junto con Homo ludens, es la más conocida e influyente de Huizinga. Según el autor, el libro surgió del intento de comprender mejor la obra de los hermanos Hubert y Jan van Eyck y del resto de pintores conocidos como primitivos flamencos. La intención de Huizinga era contrarrestar la tendencia a ver los últimos siglos medievales en lo que tenían de adelanto del Renacimiento, desatendiendo, en opinión del autor, sus rasgos profundamente medievales. Es decir, define y caracteriza el último período de la Edad Media no por cómo prepara lo que le sigue sino más bien por aquellos elementos que se extinguirán.

## Críticas
En su libro La invención de la Edad Media, Jacques Heers, profesor de historia medieval de la Universidad de la Sorbona, ofrece una crítica al enfoque de Huizinga al señalar que dicho enfoque está  «basado en la creencia en una decadencia o como mínimo en un serio desequilibrio; una sociedad caballeresca desorientada, un sentimiento religioso reducido a formas externas dramáticas» que Huizinga describe como «excesiva y decadente madurez de una sociedad que había perdido toda vitalidad y todo contacto con lo real». Según Heers, el libro de Huizinga «mezclaba percepciones afortunadas sobre algunos aspectos de la civilización con paralelos o aproximaciones completamente ficticios».